# Zonke
Zonke Dikana, (sinh ngày 11 tháng 10 năm 1979), thường được biết đến với nghệ danh Zonke, là một ca sĩ kiêm nhạc sĩ người Nam Phi và là nhà sản xuất thu âm. Sự nổi tiếng của cô bắt đầu vào năm 2011 sau khi phát hành album thứ ba Ina Ethe đã được chứng nhận trạng thái bạch kim kép và được đề cử tại Giải thưởng Âm nhạc Nam Phi lần thứ 18. Vào năm 2013, cô đã thu âm và phát hành Give and Take Live đã được chứng nhận trạng thái vàng chỉ sau hai tháng phát hành và nó tiếp tục giúp cô có được một vị trí trong danh sách "Top 10 nghệ sĩ nữ xuất sắc" của Channel O. Vào tháng 9 năm 2015, Zonke phát hành Work of Heart, album thứ năm mươi của cô và nhờ đó cô được đề cử trong một số hạng mục tại Giải thưởng âm nhạc Metro FM lần thứ 15 và Giải thưởng Âm nhạc Nam Phi lần thứ 22. Cô hiện đang ký hợp đồng với TMP Entertainment và Sony Music Entertainment.

## Cuộc đời và học vấn
Zonke sinh ra ở KwaZakhele, Eastern Cape, Nam Phi. Cha cô, Vuyisile Dikana, là một tay trống cho một nhóm có tên là "Black Slave và Flamingo" trong khi mẹ cô, Anneline Malebo là một ca sĩ cho một ban nhạc có tên là Joy. Cô là một cựu sinh viên của Đại học Bloemfontein, nơi cô tốt nghiệp với bằng Quản lý nguồn nhân lực vào năm 1997.

## Tour diễn và những màn biểu diễn nổi tiếng
Vào ngày 5 tháng 7 năm 2013, Zonke biểu diễn và thu âm album trực tiếp Give and Take Live của cô tại một buổi hòa nhạc đã bán hết vé tại Nhà hát Lyric, Johannesburg sau khi bị hoãn lại sau cái chết của chị gái, Busisiwe Dikana. Vào ngày 20 tháng 3 năm 2016, Zonke biểu diễn tại Ticketpro Dome, Johannesburg cùng với ca sĩ nổi tiếng người Mỹ Lionel Richie, người đang lưu diễn tại Nam Phi như một phần trong chuyến lưu diễn "All The Hits All Night Long" của anh.

## Nghệ thuật
Zonke Dikana là một ca sĩ tài năng có thể hát bằng tiếng Anh và tiếng Xhosa. Trong thời gian cô là một nghệ sĩ của hãng thu âm Kalawa Jazmee, thể loại âm nhạc của cô  chủ yếu là nhạc nhảy trước khi cô chuyển sang thể loại afrosoul khi ký hợp đồng với TMP Entertainment. Những người đã tạo nên sự ảnh hưởng đối với âm nhạc của cô bao gồm Busi Mhlongo, Miriam Makeba và Brenda Fassie.

## Giải thưởng
Đóng góp của Zonke cho ngành công nghiệp âm nhạc Nam Phi đã giúp cô giành được nhiều giải thưởng và đề cử trong một số giải thưởng âm nhạc bao gồm Giải thưởng âm nhạc Nam Phi, Giải thưởng âm nhạc Metro FM, Giải thưởng Video âm nhạc Channel O và Giải thưởng âm nhạc MTV Africa.